# Lista de empresas ferroviárias da Suíça
Lista de empresas ferroviárias da Suíça.

## Legenda
M= Bitola métrica ou sub-métrica  | C= Cremalheira |  T= Turismo |  V= Vapor
| Companhia / Linha                                                  | M | C | T | V |
| ------------------------------------------------------------------ | - | - | - | - |
| AB - Caminho de Ferro do Appenzell                                 | M | C |   |   |
| BLS - Caminho de Ferro do Lotschberg Lötschbergbahn                |   |   |   |   |
| BOB - Berner Oberland-Bahn                                         | M |   |   |   |
| BVZ - Brig-Visp-Zermatt (ver MGB) (*)                              |   |   |   |   |
| CFF - Caminhos de Ferro Federais                                   |   |   |   |   |
| CFN -Caminhos de ferro do Nordeste (*)                             |   |   |   |   |
| DFB - Linha da Furka Dampfbahn Furka-Bergstrecke                   | M |   | T | V |
| FO - Furka-Oberalp (ver MGB) (*)                                   |   |   |   |   |
| GB - Linha do Gotardo Gotthardbahn                                 |   |   |   |   |
| GGB - Linha de Gornergrat Gornergratbahn                           | M | C | T |   |
| JB - Caminho de Ferro do Jungfrau Jungfraubahn                     | M |   | T |   |
| JS - Companhia do Jura-Simplon '                                   |   |   |   |   |
| MBC - Transportes da região Morges-Bière-Cossonay                  |   |   |   |   |
| MBC / BAM - Linha Bière-Apples-Morges                              | M |   | T |   |
| MGB - Linha Matterhorn-Gotthad (fusão da FO e BVZ) (*)             | M | C | T |   |
| MGN - Montreux-Glion-Rochers de Naye                               | M | C | T |   |
| MOB: Montreux-Oberland bernois                                     | M |   |   |   |
| NStCM - Linha Nyon–St.Cergue–LaCure-Morez                          | M |   |   |   |
| Linha do Simplon Suíça - Itália                                    |   |   |   |   |
| Linha do Tonkin                                                    |   |   |   |   |
| PB - Caminho de Ferro Pilatus Pilatusbahn                          | M | C | T | V |
| RB - Caminho de Ferro do Rigi                                      |   | C | T | V |
| RhB - Ferrovia Rética Rhätische Bahn                               |   |   | T |   |
| TCM / MC - Linha Martigny-Châtelard Suíça - França                 | M | C |   |   |
| TCM / MO - Linha Martigny–Orsières                                 |   |   |   |   |
| TPC - Transportes públicos do Chablais                             |   |   |   |   |
| TPC / AL - Linha Aigle-Leysin                                      | M | C |   |   |
| TPC / AOMC - Linha Aigle-Ollon-Monthey-Champéry                    | M | C |   |   |
| TPC / ASD - Linha Aigle-Sépey-Diablerets                           | M |   |   |   |
| TPC / BVB - Linha Bex-Villars-Bretaye                              | M | C |   |   |
| SCFG - Sociedade dos caminhos de ferro do Gotardo (*)              | M |   |   | V |
| SOB - Companhia do Sudoeste - Südostbahn (*)                       |   |   |   |   |
| SOB / BT - Companhia Constança Toggenburg Bodensee Toggenburg Bahn |   |   |   |   |

```
 
(*) Anotação se extinto ou fusionado
```